# Dragonlance

Logo-ul original Dragonlance

Dragonlance este un univers fictiv creat de Laura și Tracy Hickman si extins de Tracy Hickman și Margaret Weis sub îndrumarea producătorului de jocuri TSR, Inc. într-o serie de romane fantastice populare. Laura și Tracy Hickman au creat lumea Dragonlance în timp ce mergeau cu mașina lor la TSR pentru a face cereri pentru un loc de muncă. La TSR, Tracy s-a întâlnit cu Margaret Weis, viitoarea sa parteneră de scris, și au adunat un grup de asociați ca să joace Dungeons & Dragons. Aventurile din timpul acestui joc au inspirat o serie de module de joc, o serie de romane, alte produse licențiate cum ar fi jocuri de masă sau figuri în miniatură. 
Dragonlance este un univers fictiv în care are loc povestea dintr-o campanie a jocului Dungeons & Dragons (D&D) (Dragonlance este un scenariu de campanie).
În 1984, TSR a publicat primul roman Dragonlance, Dragons of Autumn Twilight. A început astfel trilogia Dragonlance Chronicles, un element central al lumii Dragonlance. În timp ce echipa de autori Tracy Hickman și Margaret Weis au scris setările principale ale cărți, numeroși alți autori au contribuit la setările din alte romane și povestiri scurte. Peste 190 de romane au avut acțiunea în universul Dragonlance (au folosit setările Dragonlance) și au însoțit materialele suplimentare ale campaniilor Dungeons& Dragons timp de peste un deceniu. În 1997, compania producătoare de jocuri Wizards of the Coast LLC a cumpărat TSR și a licențiat Sovereign Press, Inc să producă materiale Dragonlance, licența a expirat în 2007.
Romanele au loc în lumea fantastică Krynn, creată special pentru modul de joc. Lumea se închină încă o dată la Zeii Adevărați (True Gods), un panteon unic din saga Dragonlance. Cu timpul s-a ajuns în situația ca populația să creadă că Zeii Adevărați au abandonat lumea și pe cei din ea. Lumea abia începe să-și revină după pierderea Zeilor Adevărați când un grup nou a apărut în încercarea de a-i înlocui pe Zeii Adevărați. Grupul se numește Căutătorii (Seekers). Romanele se concentrează mai ales asupra continentului Ansalon și asupra personajelor Tanis Half-Elven, Sturm Brightblade, Caramon Majere, Raistlin Majere, Flint Fireforge și Tasslehoff Burrfoot.